# Михайлов, Борис Александрович
Борис Александрович Михайлов (24 мая 1923, дер. Меньково, Псковская губерния — 3 июля 1944, пос. Острошицкий Городок, Минский район,Минская область) — лейтенант Рабоче-крестьянской Красной Армии, участник Великой Отечественной войны, Герой Советского Союза (1944).

## Биография
Родился 24 мая 1923 года в деревне Меньково (ныне — Пушкиногорский район Псковской области). Окончил девять классов школы. В 1940 году был призван на службу в Рабоче-крестьянскую Красную Армию. С октября 1941 года — на фронтах Великой Отечественной войны. В 1942 году он окончил Подольское артиллерийское училище.
К октябрю 1943 года гвардии лейтенант Борис Михайлов командовал батареей 1496-го истребительно-противотанкового артиллерийского полка 3-го гвардейского танкового корпуса 38-й армии Воронежского фронта. Отличился во время освобождения Киевской области Украинской ССР. 19 октября 1943 года батарея под командованием Бориса Михайлова участвовала в бою за плацдарм на западном берегу реки Ирпень в районе села Кимерка (ныне — посёлок Гостомель). Оказавшись в окружении, батарея отразила все немецкие атаки, уничтожив 5 танков, 2 штурмовых орудия, 2 бронемашины, более 100 солдат и офицеров противника, а с наступлением темноты прорвалась из окружения.
Указом Президиума Верховного Совета СССР «О присвоении звания Героя Советского Союза генералам, офицерскому, сержантскому и рядовому составу Красной Армии» от 10 января 1944 года за «образцовое выполнение боевых заданий командования на фронте борьбы с немецко-фашистскими захватчиками и проявленные при этом отвагу и геройство» был удостоен высокого звания Героя Советского Союза с вручением ордена Ленина и медали «Золотая Звезда» за номером 2639.
3 июля 1944 года погиб в бою на территории Минской области Белорусской ССР. Похоронен на Военном кладбище Минска.

## Награды
Был также награждён орденами Отечественной войны 1-й степени и Красной Звезды, рядом медалей.

## Память
В честь Михайлова названы улицы в Минске и Пушкинских Горах.

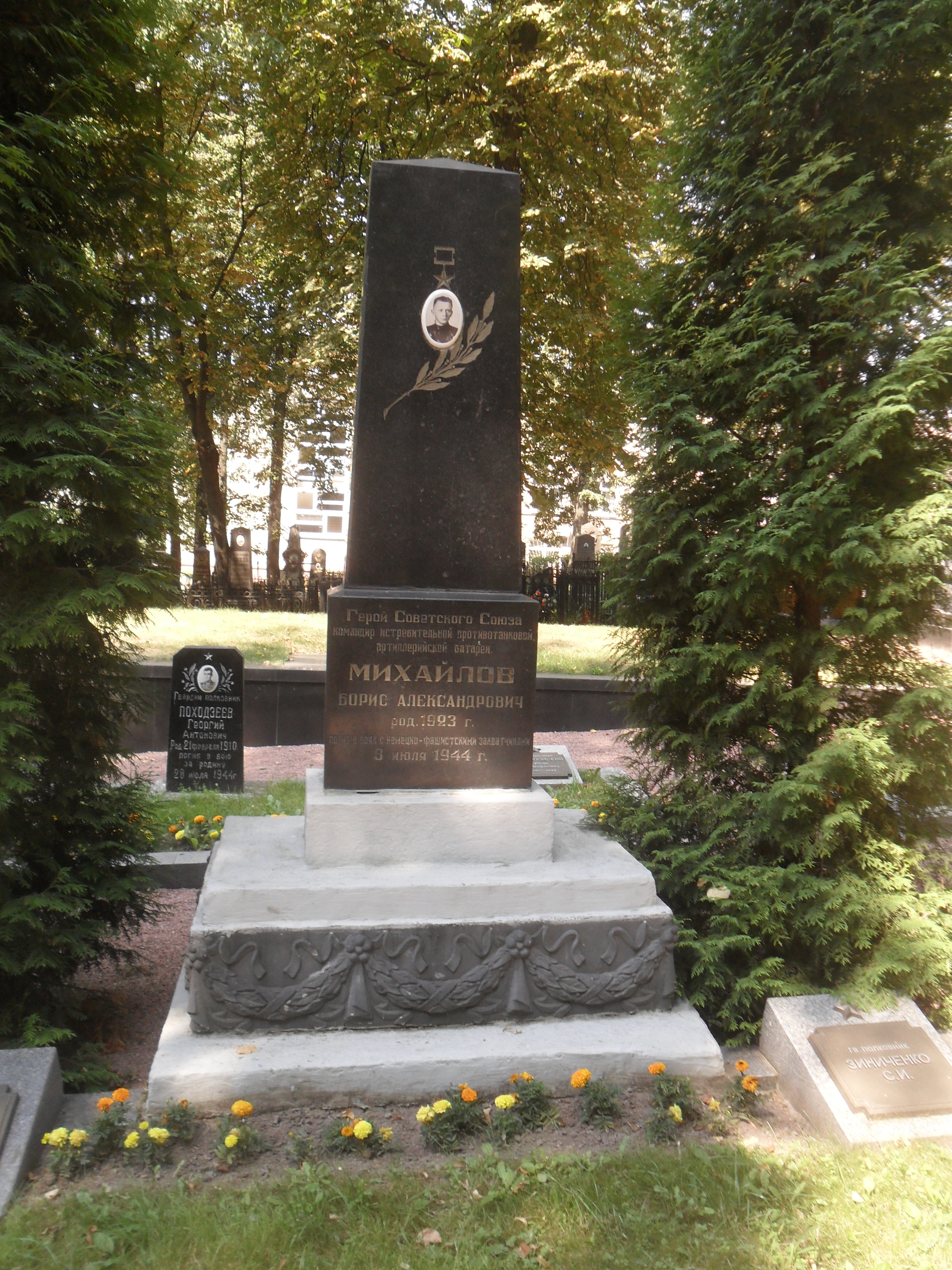
Могила Михайлова на Военном кладбище Минска.
Аннотационная доска Михайлову в Минске.
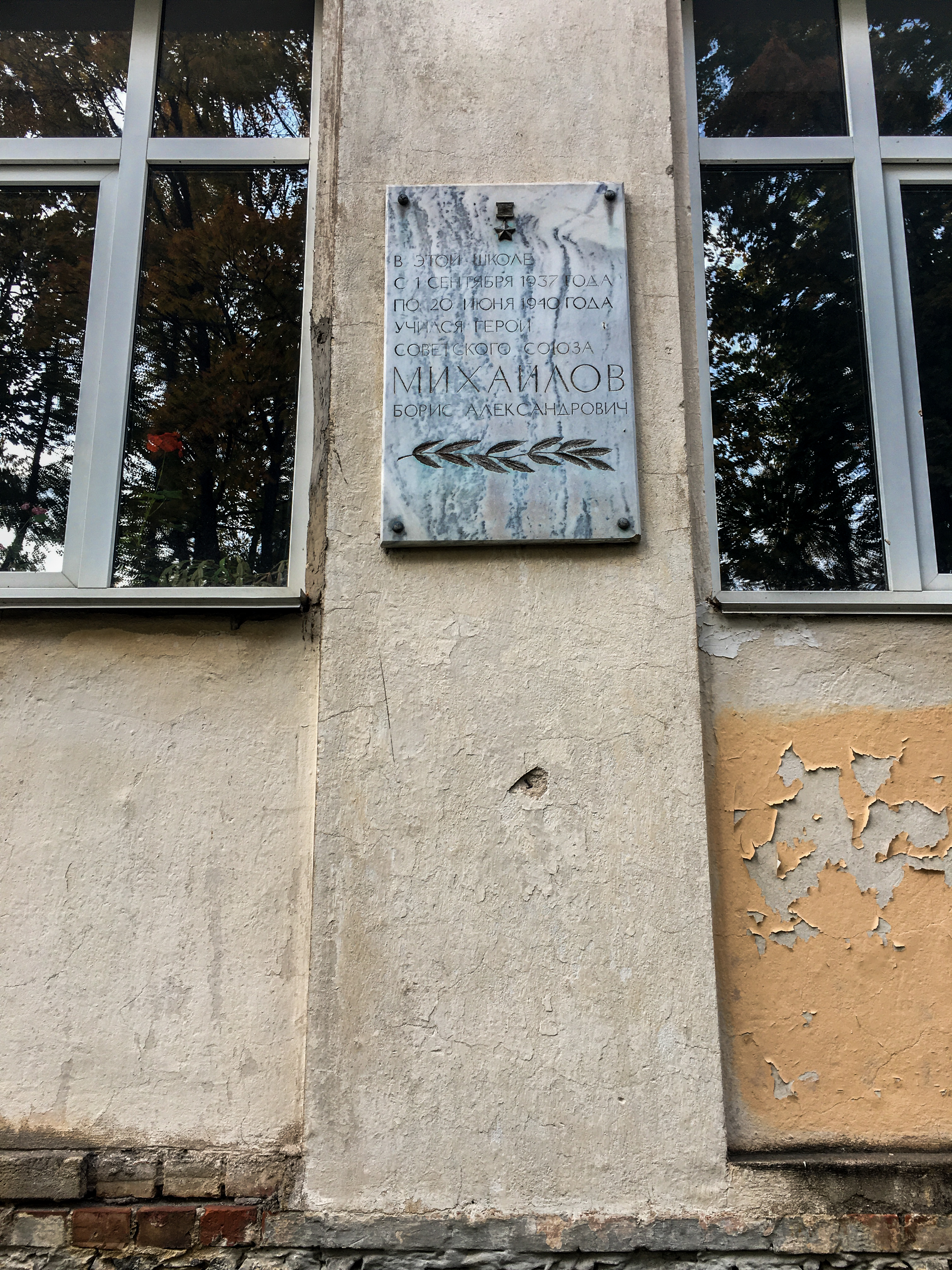
Мемориальная доска на здании школы в которой учился Б. А. Михайлов. Пушкинские горы.